# کوپ (آلاداغ)
کوپ (به ترکی استانبولی: Küp) یک منطقهٔ مسکونی در ترکیه است که در آلاداغ، آدانا واقع شده‌است.